# 法政大学デザイン工学部・大学院デザイン工学研究科

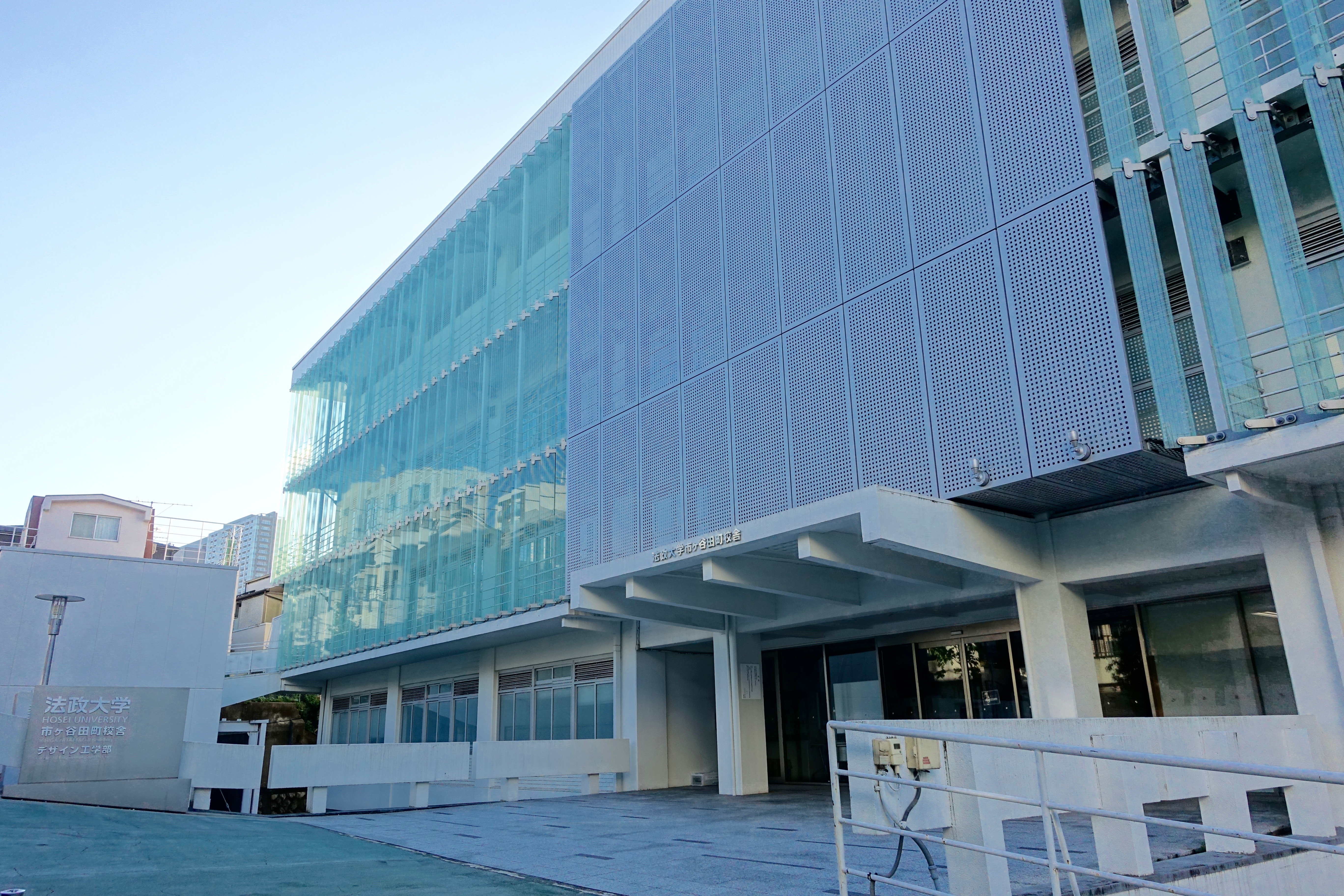
法政大学市ヶ谷田町校舎

法政大学デザイン工学部（ほうせいだいがくデザインこうがくぶ、School of Egineering and Design）は、法政大学に設置されているデザイン工学部。
法政大学大学院デザイン工学研究科（ほうせいだいがくだいがくいんデザインこうがくけんきゅうか、Graduate School of Egineering and Design）は同大学大学院に設置されているデザイン工学研究科。

## 沿革
- 1944年（昭和19年）法政大学工学部の前身である法政大学航空工業専門学校が開校
- 1947年法政工業専門学校に改組し、建設科（建築専攻と土木専攻）が設置される
- 1950年（昭和25年）前年に新制大学となった法政大学に、工業専門学校を母体として工学部を設置。建設科は建設工学科に改組
- 1965年（昭和40年）大学院工学研究科を設置。建設工学科を建築工学科と土木工学科へ
- 2004年（平成16年）工学部にシステムデザイン学科新設。工学部の土木工学科を都市環境デザイン工学科へ名称変更
- 2005年（平成17年）大学院工学研究科にシステムデザイン研究科を設置
- 2007年（平成19年）工学部3学科（建築工学科→建築学科、都市環境デザイン工学科、システムデザイン学科）を改組転換し、デザイン工学部を設置（工学部も2008年に理工学部と生命科学部に改組する。）
- 2010年（平成22年）大学院工学研究科の2専攻のうち建設工学専攻を建築学専攻、都市環境デザイン工学専攻にし、システムデザイン工学専攻と合わせて大学院デザイン工学研究科を設置

## 学部組織
デザイン工学部
- 建築学科
- 都市環境デザイン工学科
- システムデザイン学科

## 大学院
デザイン工学研究科
- 建築学専攻
- 都市環境デザイン工学専攻
- システムデザイン工学専攻

## 交通アクセス
〒162-0843 市ヶ谷キャンパス（東京都新宿区市谷田町2-33）
- 【JR線】 JR中央・総武緩行線：市ケ谷駅下車徒歩10分
- 【地下鉄線】 都営地下鉄新宿線：市ケ谷駅下車徒歩10分
- 【地下鉄線】 東京メトロ有楽町線：市ケ谷駅下車徒歩10分
- 【地下鉄線】 東京メトロ東西線：飯田橋駅下車徒歩15分
- 【地下鉄線】 東京メトロ南北線：市ケ谷駅下車徒歩10分
- 【地下鉄線】 都営地下鉄大江戸線：飯田橋駅下車徒歩15分

## 著名な出身者
出身者、卒業生及び関係者については「法政大学の人物一覧」を参照されたい

## 大江宏賞
大江宏賞は、1984年に同大学建築学科創設者である建築家大江宏の建築学科教授退任に際して、その記念事業の一つとして発足した大学院生に対する学内賞。大学院での研究を修士論文ではなく修士設計によって修了する者のうち、すぐれた作品に与える。審査は、修士設計に取り組む大学院生のうち、学内の専任教員による選考を経て候補者が数名決定され、のプレゼンテーションをへて授賞対象者を決定。学内外の実務家・研究者らで構成された審査委員会は、修士設計の指導に当たる大学院客員教授を委員長と、他学外の特別審査員3名と運営委員会選出の卒業生審査員3名の計7名よって構成され、講評審査は公開で行っている。
最優秀者には記念メダルの授与と副賞で30万円の贈与。資金運営は大江宏ゼミ会が拠金の一部を基に実施していた。2004年からは拠金のさらなる充実と運営の高度化を図るため、大江宏賞運営委員会を発足し運営している。なお同大学では関係者の有志による自主研究会「大江宏を考える会」がある。

## 法匠会
法政大学では旧工学部卒業生で構成された工学部同窓会が存在したが、情報科学部・理工学部・生命科学部に分岐発足後は理系同窓会という名称で存続している。さらに建築学科では同窓会として「法匠会」なる組織が存在する。